# منطقة أختي (داغستان)
منطقة أختي هي واحدة من المناطق الإدارية في جمهورية داغستان بروسيا الاتحادية. تقع في جنوب داغستان وتحدها كلا من منطقة رتول و منطقة قراح و منطقة مغارامكينت و منطقة دوكوزبارينسكي الداغستانية ودولة آذربيجان.
تبلغ مساحتها /1120/كم ²